# Gewindefeile

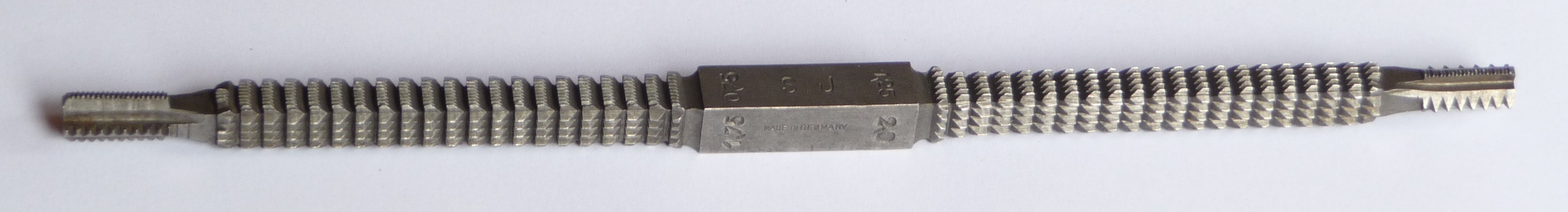
Gewindefeile mit S=0,75 bis 3,0 mm Länge ca. 250 mm

Die Gewindefeile ist eine besondere Ausführung der Feile. Sie dient der manuellen Nachbearbeitung von Außen- und Innengewinden an technischen Bauteilen wie Schrauben, Bolzen, Wellen oder Achsen.
Wie gewöhnliche Feilen besteht die Gewindefeile aus geeignetem Werkzeugstahl. Der Feilenhieb, die spanabhebende „Verzahnung“ besteht jedoch aus einigen parallelen Reihen von Zähnen, die im Querschnitt die Form genormter ISO-Gewinde haben. Der Abstand der Zahnreihen entspricht immer einer ebenfalls genormten Gewindesteigung. Somit ist eine Gewindefeile jeweils nur für eine Steigung und einen kleinen Bereich von Gewindedurchmessern geeignet. Deshalb werden meist mehrere Steigungen in einem Werkzeug zusammengefasst. Üblich sind Vierkantfeilen mit quadratischem Querschnitt, die beiderseits der Mitte je vier Steigungen aufweisen, manchmal zusätzlich je eine an den Stirnseiten.

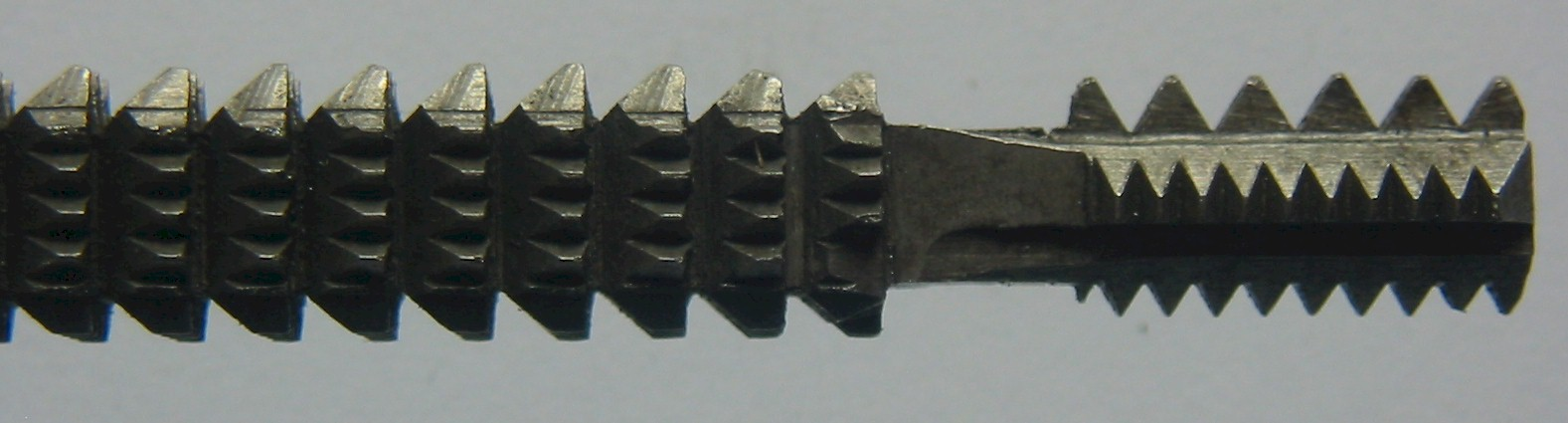
Gewindefeile Detail

Gewindefeilen werden vor allem benötigt, wenn teure oder aufwendig herzustellende Teile, wie Spezialschrauben, Wellen oder Achsen durch Montage oder Demontage leichte Beschädigungen am Gewinde erlitten haben beziehungsweise um von der Herstellung übrige Unregelmäßigkeiten (Gratbildung u. ä.) zu beseitigen. Bei preiswerten Normteilen wie gewöhnlichen Schrauben lohnt sich der Aufwand meist nicht. Sie werden durch Neuteile ersetzt.
Zur manuellen Nachbearbeitung von Außen- oder Innengewinden an größeren Muttern werden sogenannte Gewindestrehler verwendet. Sie haben eine kammartige Reihe einzelner Zähne am Ende eines Schaftes und entsprechen einem in ISO-Gewindeform geschliffenen Drehmeißel. Sie können auch auf Drehmaschinen eingesetzt werden.